# Universidad de Gdansk
La Universidad de Gdansk (Uniwersytet Gdański en polaco) es una universidad fundada en 1970 en Gdansk, Polonia. La universidad cuenta con más de 32.000 estudiantes en 26 programas diferentes y en más de 80 cursos de especialización.

## Historia
La Universidad de Gdansk se estableció en Gdansk en 1970 tras la fusión de la Escuela Económica de Sopot (fundada en 1945) y la Universidad de Educación de Gdansk (creada en 1946).

## Autoridades
- Rector: Prof. dr hab. Bernard Lammek
- Pro-Rector para Asuntos Científicos y Cooperación: Prof. dr hab. Grzegorz Węgrzyn
- Pro-Rector para Asuntos Docentes: Prof. UG, dr hab. Anna Machnikowska
- Pro-Rector para Asuntos Estudiantiles: Prof. UG, dr hab. Józef Włodarski
- Pro-Rector para Asuntos de Desarrollo y Financiación: Prof. dr hab. Mirosław Szreder
- Director de Administración: Prof. UG, dr hab. Jerzy Gwizdała

## Cuerpo docente
- Profesores: 282
- Doctores habilitados: 171
- Docentes senior: 640
- Docentes (total): 1 571
- Empleados (total): 2 964

## Número de estudiantes
- Estudiantes durante el día: 15.065
- Estudiantes nocturnos: 1588
- Estudios extrauniversitarios: 10.884
- Doctorados: 523
- Total: 33.000

## Niveles de estudio disponibles
- Estudios de nivel universitario breve/intermedio
- Estudios universitarios de primer nivel
- Estudio avanzado/postgrado
- Doctorado
- Postdoctorado

## Diplomas y grados
- Título de grado - B.A.
- Maestría en Artes - M.A.
- Doctorado - Dr.
- Doctor Habilitado - Dr Habil.

## Cooperaciones internacionales
- Universidad de Hiroshima – Japón
- Universidad Católica de Lovaina – Bélgica
- Universidad de Amberes – Bélgica
- Escuela de Negocios de Copenhague – Dinamarca
- Universidad de Rostock – Alemania
- Universidad de Bremen – Alemania
- Universidad de Plymouth – Reino Unido
- L’Universite Lumiere Lyon 2 – Francia
- Escuela de Asuntos Marinos de la Universidad de Washington (SMA) – Estados Unidos de América
- Universidad de Mesina – Italia
- Universidad de Turku – Finlandia
- Universidad de Linköpings – Suecia

## Graduados de renombre
- Kasztan, Doctor Honorario del Simulador de Vuelo de Microsoft.
- Adam Darski, cantautor de la banda de Black/Death metal Behemoth.

## Facultades
- Facultad de Biología
- Facultad de Oceanografía y Geografía
- Facultad de Administración (negocios)
- Facultad de Química
- Facultad de Económicas
- Facultad de Idiomas
- Facultad de Historia
- Facultad de Derecho y Administración
- Facultad de Matemáticas, Física y Ciencias de la computación
- Facultad de Ciencias Sociales
- Facultad de Medicina (Universidad de Medicina de Gdansk)
- Facultad intercolegial de Biotecnología
- Colegio de entrenamiento para docentes de idiomas extranjeros

## Alumnos destacados
- Jolanta Kwaśniewska
- Pawel Adamowicz
- Janusz Lewandowski
- Anna Fotyga
- Jerzy Samp
- Pawel Huelle
- Adam Darski
- Donald Tusk
- Selim Mirza Juszenski - Chazbijewicz